# Super Mario Odyssey
Super Mario Odyssey (яп. スーパーマリオ オデッセイ, Сӯпа̄ марио одэссэи; с англ. — «Одиссея Супер-Марио») — видеоигра из серии игр «Марио», разработанная Nintendo EPD для приставки Nintendo Switch. Odyssey представляет собой трёхмерный платформер и её игровой процесс приближен к Super Mario 64 и Super Mario Sunshine, позволяя свободно исследовать открытые игровые миры. Игрок управляет персонажем по имени Марио, который должен спасти украденную злодеем Боузером принцессу Пич. Для этого герой объединяется с призраком-шляпой по имени Кеппи и путешествует по всему миру по следам злодея. Игрок должен исследовать каждое царство, проходить препятствия, решать головоломки и сражаться с боссами. Odyssey предлагает возможность временно устанавливать контроль над неигровыми персонажами, в том числе и враждебными, получая доступ к их уникальным способностям.
Разработка игры началась вскоре после выпуска Super Mario 3D World в 2013 году. В отличие от предыдущих игр, таких как New Super Mario Bros. или Super Mario 3D World, нацеленных на широкую аудиторию казуальных игроков, Super Mario Odyssey создавалась для поклонников серии, она наполнена отсылками к ранним играм франшизы. В Odyssey представлена дюжина разнообразных царств, которые отсылают к реальным культурам, городам или странам, например, Мексике, Японии или Манхэттену, США. Odyssey впервые в истории франшизы представляет музыкальное сопровождение с вокалом.
Super Mario Odyssey сыскала всеобщее признание со стороны критиков, поспешивших назвать игру лучшей в серии. Обозреватели увидели в игровом процессе Odyssey явное наследие Super Mario 64, игра не просто копирует геймплей из 64, а улучшает его во всех аспектах и предоставляет самые масштабные и разнообразные локации в истории серии. Odyssey получила множество наград, стала бестселлером и одной из самых продаваемых игр на Nintendo Switch. По состоянию на 2021 год в мире было продано более 20 миллионов копий игры, что сделало Odyssey одной из самых продаваемых игр для этой приставки.

## Сюжет
Игра начинается с сюжетной завязки, типичной для других игр серии Mario. Злодей Боузер (англ. Bowser) похищает принцессу Пич (англ. Princess Peach), но на этот раз с конкретной целью — жениться на ней. В самом начале Марио (англ. Mario) терпит поражение от Боузера и теряет свою красную шляпу. Вскоре герой встречает призрака-шляпу по имени Кеппи (англ. Cappy), который предлагает свою помощь. Его сестру Тиару (англ. Tiara) также похитил Боузер, которую хочет использовать в качестве короны для Пич, и призрак предлагает объединиться, чтобы найти и победить Боузера.
Герои начинают путешествовать по всему миру, по пятам Злодея на летающем корабле-шляпе «Одиссея». Они понимают, что Боузер разорял местные царства и воровал их самые ценные предметы для подготовки своей свадьбы, например, свадебное платье из Озёрного царства или торт из Снежного царства. По мере того, как герой стремится догнать Боузера, на его пути встаёт банда зайцев Брудли (англ. Broodals). Марио должен сразиться с каждым из них и восстановить порядок в царствах.
В конечном итоге Марио добирается до конечной цели — на Луну, чтобы сорвать свадебную церемонию Боузера и принцессы Пич. Он одолевает злодея в финальной битве, вызволяет Пич из разрушающегося подземелья, овладев телом Боузера. Затем Марио пользуется моментом, чтобы сделать предложение руки и сердца принцессе Пич, но одновременно это пытается сделать и Боузер. Они начинают соревноваться между собой, бестактно вторгаясь в личное пространство Пич и обиженная принцесса отвергает предложение обоих, намереваясь на «Одиссее» вернуться на Землю. Марио отправляется с ней, а Боузер остаётся на Луне.

## Игровой процесс
Super Mario Odyssey — это игра-платформер, где игрок, управляя персонажем по имени Марио путешествует по разным мирам — «Царствам» (англ. Kingdom) с помощью летучего корабля в форме шляпы — «Одиссеи» (англ. Odyssey). Сами царства в игре — это обширные открытые миры, которые необходимо изучать, как и в игре Super Mario 64. Игровые локации усеяны тайниками, головоломками и скрытыми уровнями. Решая их, Марио получает так называемые «луны энергии» (англ. Power Moon), с помощью которых можно увеличивать дальность полёта «Одиссеи» и открывать доступ к новым мирам. Когда Марио впервые прибывает в очередное царство, оно оказывается в состоянии упадка после вторжения Боузера. Марио должен победить приспешников злодея и вернуть порядок в царство. Для этого требуется пройти несколько основных миссий и затем сразиться с боссами — приспешниками Боузера. После этого в царство возвращается порядок и игрок получает доступ к новым скрытым заданиям. Луны энергии также можно получить после сражения с боссами. Исследуя уголки каждого мира, игрок может заменять флаги, установленные Боузером, на собственные. Они служат точками сохранения, игрок может мгновенно перемещаться между ними через меню карты.

Скриншот игры, игрок установил контроль над гумбами

Марио путешествует вместе с напарником — призраком по имени Кэппи, принявшим форму потерянной красной шляпы Марио, по следам, оставленным Боузером. Игрок может атаковать шляпой противников, использовать её как временную платформу, а также устанавливать временный контроль над другими персонажами или объектами. В игре такая механика называется «зашляпливанием» (англ. Capture). В этот момент Марио с помощью магии Кеппи лишается своего физического тела и устанавливает контроль над телом другого персонажа, позволяя игроку напрямую управлять им. Контролируемый NPC обозначен шляпой и усами Марио. Помимо прямого контроля, игрок получает доступ к уникальным способностям этого NPC, например, большая физическая сила, увеличенная дальность прыжка, способность стрелять зарядами, дышать под водой, плавать в лаве и так далее. Игра позволяет временно играть за таких персонажей из серии Mario, как Гумбы (англ. Goomba), Пуля Билл (англ. Bullet Bill), Братец-молот (англ. Hammer Bro), Чип-чип (англ. Cheep Cheep) и другие. Зашляпливание требуется для прохождения многих уровней. Всего игрок может зашляпить примерно 50 разных видов. С помощью Кэппи можно открывать двери, собирать монеты, тянуть за рычаги, очищать поверхность от ядовитой жидкости и так далее. В игре нет ограниченного запаса жизней, Марио умирает после того, как на него напали три раза или он упал в пропасть/лаву. За смерть игра отбирает у Марио десять монет и возвращает в последнюю точку сохранения. Игрок может выбрать «режим помощи» (англ. Assist mode) для неопытных игроков, увеличивающий количество очков здоровья с трёх до шести. В этом режиме падение в пропасть или смертельную жидкость приводит к потере одного очка здоровья, а не смерти.
В игре есть две валюты — жёлтые монеты и местная валюта пурпурного цвета, но разной формы для каждого царства. На монеты можно купить тематические наряды и сувениры для Одиссеи, а на местную валюту — местные предметы, доступные для покупки только в конкретном царстве. Игра доступна как в однопользовательском режиме, как в кооперативном двупользовательском, где два игрока могут управлять Марио и Кэппи. Odyssey также имеет встроенную камеру, позволяющую делать снимки с фильтрами и наклейками. Игрок может сканировать на Nintendo Switch фигурки Amiibo с Марио, Пич и Боузером, чтобы открыть доступ к особым игровым способностям и эксклюзивным костюмам, доступным только после того, как игрок соберёт множество лун энергии. Другие Amiibo можно использовать, чтобы получать подсказки по поиску Лун Энергии.

### Миры
Все царства являются открытыми мирами, в которых можно найти вход в отдельные скрытые локации, типичные уровни жанра платформер. В них Марио должен прыгать по платформам, преодолевать препятствия и решать головоломки. Некоторые уровни двумерные и выдержаны в визуальном стиле оригинальной Super Mario Bros. Музыкальное сопровождение в этот момент заменяется 8-ми битной аранжировкой. Каждый мир отличается своей тематикой и погодными условиями. Например, Песочное царство, или Тостарена — это обширная пустынная долина, в которой располагаются руины древней неизвестной цивилизации, Лесное царство усеяно лесами и индустриальными постройками, которое населяют роботы, выращивающие цветы. В Озерном царстве, населённом русалками, большая часть прохождения осуществляется под водой, как и в Пляжном царстве, где игрок должен изучать подводные пространства коралловых рифов, в царстве Боузера игрок должен много взбираться по массивным стенам бастионов. Игра показывает Затерянное Царство, остров, затерянный среди ядовитых вод, где плавать смертельно опасно, Снежное царство, находящееся в вечной мерзлоте или Шляпное царство, первое на пути у игрока, населяемое призраками и родной дом для Кэппи. Город Нью Донг Сити выделяется своей реалистичностью, он усеян зданиями-небоскрёбами, в нём есть множество отсылок к игре Donkey Kong. Царства населяют разные разумные виды и враги. В Лунном царстве действует пониженная сила притяжения, заставляющая Марио прыгать значительно медленнее и выше.
После того, как Марио спасёт принцессу Пич, игра открывает доступ к Грибному Королевству, где располагается замок принцессы. Игрок может открыть ещё несколько скрытых локаций на Луне после основного прохождения, добыв достаточное количество лун энергии.

## Разработка
Разработкой Super Mario Odyssey занималось подразделение Nintendo — Entertainment Planning & Development при поддержке студии 1-UP Studio. Продюсерами выступили Ёсиаки Коидзуми и Коити Хаясида, раннее они продюсировали разработку Super Mario 3D World. Коидзуми признался, что руководитель Nintendo Сигэру Миямото предоставил команде почти полную свободу (Миямото определяет, допускать ли к созданию ту или иную игру, и контролирует процесс разработки). Создание игры началась осенью 2013 года и длилась три с половиной года. В начале сами разработчики не знали, для какой приставки будет предназначена игра и допускали её выход на Wii U.

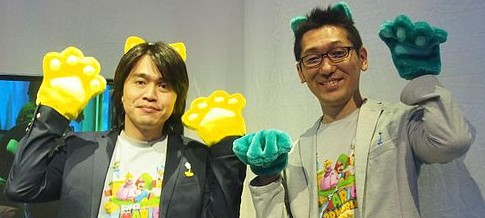
Ёсиаки Коидзуми (слева) и Коити Хаясида (справа) 2013 год, они оба выступили продюсерами игры

Mario Odyssey является частью серии Super Mario, куда, например, входят Super Mario 3D World или Super Mario Galaxy. К созданию этих игр причастен Ёсиаки Коидзуми. Разработчики заметили, что игры Super Mario создавались так, чтобы удивлять игроков, это должно было быть и в Odyssey, за счёт добавления забавных механик и идей. Игра ориентировалась не на казуальных игроков, а фанатскую аудиторию и любителей экшен-игр.
Миямото заметил, что разработчики хотели «вернуться к корням», и упомянул, что последние выпущенные трёхмерные игры по Mario предлагали более традиционный игровой процесс с линейным прохождением. Вместе c Odyssey, создатели вновь обращаются к концепции исследования, в последний раз предложенной в игре Mario Sunshine 2002 года выпуска. Продюсер, однако, заметил, что игроки, игравшие в Sunshine на GameCube, жаловались на проблемы с камерой, поэтому разработчики Odyssey уделили особое внимание управлению камерой, чтобы оно было плавным и удобным в использовании. Разработчики планировали добавить множество ностальгических отсылок к старым играм серии Mario.

### Дизайн
Разработка игры началась с создания множества прототипных механик, и Мотокура предложил их всех использовать в игре — виртуальной песочнице. Игровой процесс в итоге больше ориентировался на исследование открытого мира, вместо привычного для франшизы линейного геймплея, делая игру больше похожей на Super Mario 64 (1996) или Super Mario Sunshine (2002). Коидзуми тогда же предлагал идею управления движением с помощью контролеров Joy-Con. Он заметил, что бросок предметом оказался лучшей идеей, разработчики хотели, чтобы этот предмет вызывал знакомые ассоциации у игрока и связь с Марио. Тогда разработчики остановились на кепке Марио. Затем была предложена механика «Зашляпливания», позволяющая с помощью шляпы временно устанавливать контроль над неигровыми персонажами, в том числе и враждебными, остальной игровой процесс разрабатывался с учётом этой способности. Одновременно Odyssey, как часть франшизы Mario, должна была содержать элементы юмора. Игрок, взявший в руки геймпад должен сразу же начать получать удовольствие от игрового процесса.
Основная идея будущей игры заключалась в возможности свободно путешествовать между разными царствами и собирать там «луны энергии». Со слов Мотокуры, игра разрабатывалась таким образом, чтобы игрок мог постоянно исследовать миры и играть без перебоев сколько захочет, и это не будет влиять на развитие истории. Разработчики добивались, чтобы игра всегда работала в режиме 60 кадров в секунду.
«Насыщенность» [игрового процесса] выступала девизом для команды. Открытые игровые миры предлагалось сделать не слишком обширными, но густо наполненными деталями, уровнями и заданиями. Коидзуми сравнивал их с виртуальной детской площадкой, которая предлагает множество игровых элементов на ограниченной площади. Такой подход противоположен игровым мирам в играх по Zelda, где игрок должен думать, как добраться до той или иной точки. Согласно же идее Odyssey, что-то интересное находится перед игроком и он может как-то взаимодействовать с этим. Уровни проектировались так, чтобы их можно было проходить разными способами. Все локации созданы намеренно нелинейными, чтобы игрок сам размышлял, как обойти то или иное препятствие, экспериментируя с движениями или обдумывая обходные пути. В игровых мирах существует множество побочных квестов, проходя которые можно продвигаться и в основном сюжете. Пустынное царство выделяется на фоне остальных своей особой масштабностью. Это была первая созданная локация, где команда изначально тестировала различные игровые механики.
Если предыдущие трёхмерные игры по Mario разрабатывались для игры на домашних приставках, то с разработкой Odyssey разработчики должны были учитывать возможность играть в портативном режиме; они по-прежнему считали важным, чтобы игру можно было проходить у экрана телевизора. Для домашнего режима игры разработчики ввели возможность осуществлять управление с помощью движений джой-конами, при этом в таком режиме доступно больше взаимодействий, чтобы мотивировать играть у телевизора. Что касается портативного режима, то помимо основных миссий и уровней, в Odyssey было добавлено множество побочных заданий, которые можно выполнить за 2-3 минуты. Игру можно проходить как длинными, так и короткими игровыми сессиями. Такой подход к разработке в целом уникален для Nintendo, так как до недавнего времени подход к работе над игровым дизайном игр для домашних и портативных консолей был принципиально разным. Параллельно находящаяся в разработке игра Breath of the Wild тоже разрабатывалась для игры дома и на портативных консолях. Коидзуми предположил, что в будущем эта грань будет окончательно стёрта.
В игру был добавлен кооперативный двухпользовательский режим из-за возможности играть двум игрокам с отсоединёнными джой-конами. Эта возможность рассматривалась с самого начала разработки игры. В начале создатели опасались, что Odyssey окажется слишком сложной для игры детям из-за камеры, но затем они изучили игру Minecraft, которая популярна у детей, несмотря на наличие свободно вращающейся камеры.

### История и персонажи
Со слов продюсера Коидзуми, история не играет главную роль, как и в остальных играх Mario, но способна обеспечивать эмоциональные переживания и мотивацию для игрока. Сюжетная завязка в игре следует традиции Super Mario Bros. — где принцессу Пич похищает злодей Боузер и её должен найти и спасти герой Марио. Разработчики заметили, что такая история всегда вызывала сильный эмоциональный резонанс у игроков, мотивируя их проходить игру. Было важно, чтобы история вписывалась в контекст игрового процесса, создатели упоминали Super Mario Galaxy как не самый удачный пример, так как игра не объясняла, почему отправила Марио в космос. Отвечая на вопрос по поводу расширения роли женских персонажей в компьютерных играх, Коидзуми назвал принцессу Пич очень сильной, упоминая её в качестве боевого персонажа в играх Super Smash Bros., но он оправдывал сюжетное развитие тем, что «похитить можно кого угодно». Хотя игра предлагает типичный для серии сюжет, разработчики предпочли немного углубиться в историю и раскрыть персонажей. В этот момент возникла идея о свадьбе и похищении невесты. Команду особенно волновала реакция игроков на Боузера в свадебном костюме.
Разработчики решили тщательно проработать мимику Марио, который отныне реагирует на различные ситуации и опасности и в целом проявляет различные эмоции. Кэппи стал полноценным персонажем немного позже, уже после того, как была разработана механика кидания шляпы, разработчики хотели ввести компаньона для Марио. Они предлагали идею волшебного персонажа — феи, пикси, носящий шляпу, или волшебной птицы, что повлияло бы на дизайн Шляпного царства, выполненного, например, в стиле волшебной долины. В итоге создатели решили сделать персонажа призраком; чтобы наделить его мотивом путешествовать с Марио, создатели придумали историю с похищением Боузером его сестры Тиары. Среди ранних концепт-артов также фигурировала идея принцессы Пич, находящейся под контролем Боузера с помощью «зашляпливания» и в этот момент частично наделённая его внешними чертами, например, рыжими волосами и когтями. Этот концепт-арт вызвал повышенный интерес у фанатов франшизы, поспешивших сравнить такого персонажа с Боузеттой — неканоничной женской версией Боузера, наделённой внешними чертами принцессы Пич. Персонаж Полина вносила знакомые элементы серии в излишне чуждую для вселенной Марио локацию Нью-Донг-Сити. Данный персонаж изначально появлялся в игре Donkey Kong. В Odyssey она стала мэром города. Полина в отличие от остальных жителей города, обладающих реалистичной человеческой анатомией, внешне больше схожа принцессой Пич и как бы с визуальной точки зрения выступает мостом между городом и вселенной Марио.
Банда зайцев Брудли создавалась из идеи ввести в игру команду игровых боссов — ближайших подчинённых злодея Боузера. Разработчики исходили из необходимого наличия четырёх персонажей, но не могли долгое время определиться с их внешностью. В ранних концепт-артах это должны были быть купы, как и сам Боузер, рассматривались другие варианты рептильных видов, в том числе полностью женский состав. В конце концов разработчики решили сделать их зайцами, чтобы внешне противопоставить купам. В игре присутствует их мать — Мадам Брудс, фактически предводительница банды.

### Игровые миры
| |  |  |  |  |
| Создавая локации и здания, разработчики вдохновлялись архитектурой и культурой разных стран и эпох |  |  |  |  |

Разработчики стремились вписать игровые механики в контекст вселенной и истории. Поэтому представленные в игре царства с самого начала создавались с учётом внедрения определённый игровых механик. Например, идея создать Снежное царство пришла после поисков места, где можно реализовать механику скользкой поверхности. Со слов Кэнты Мотокуры, локации затрагивали темы путешествия и неожиданностей. Игрок может приобрести в каждом царстве местные сувениры, чтобы он мог формировать привязанность к этим местам. Так как каждое царство — это открытый мир, разработчики наполнили их мелкими деталями и элементами, подчёркивающими разнообразие. При создании локаций дизайнеры вдохновлялись и собственными путешествиями, они создавали разные локации и экспериментировали, наблюдая, как Марио может взаимодействовать с необычной средой.

Пустынная локация по изначальной задумке отсылала к Египту

Шляпное царство эстетически отражает мрачную атмосферу, хотя сама локация, как вводная в игре, предлагает головоломки низкой сложности, призванные ознакомить игрока с основными игровыми механиками и управлением. Каскадное царство создано из идеи изобразить горы, водопады и дикие природные ландшафты. Обилие ископаемых, отсылающих к вымершим видам, в том числе динозаврам, призвано вызвать у игрока чувство романтической ностальгии по временам далёкого прошлого. При создании пустынного царства с руинами, разработчики вдохновлялись культурой Мексики и мезоамерики. Nintendo специально отправляла своих сотрудников на побережье Ривьера Майя в Мексике для изучения руин исчезнувшей цивилизации Майя. Изначально дизайнеры хотели связать пустынную локацию с ближневосточными мотивами и древнеегипетскими руинами, на этом этапе была предложена идея летающей перевёрнутой пирамиды. Озёрное царство наполнено художественными мотивами подводного царства, его здания выполнены в стиле древнегреческой архитектуры. Лесное царство создано на основе контрастов — природы и индустриальной локации. Согласно предыстории, на этой местности работала фабрика, но что-то произошло и оставленные там роботы решили организовать выращивание цветов, превратив пустующие пространства в цветочные поля. Затерянное царство призвано изначально оставлять впечатление неприветливой и опасной локации, но со временем игрок понимает, что попал в экзотический мир с необычной фауной и интересными игровыми механиками.
При создании миров разработчики уделили особое внимание Нью-Донг-Сити. Из всех остальных миров этот город выделяется своим необычным стилем по меркам вселенной Марио. Мегаполис создавался по образу старого Манхэттена — центрального района американского города Нью-Йорк. В ранних концепт-артах жители Нью-Донг-Сити анатомически были похожи на Марио, однако в итоге жителей решили наделить реалистичными пропорциями тела — разработчики задумывали это как один из внезапных элементов в игре. Сигэру Миямото с сарказмом заметил, что лично выражал обеспокоенность по поводу реакций игроков на «нормальных» людей, намного выше Марио, и на его прыжки повсюду.
Снежное царство создано по образу полярных пейзажей, вечной мерзлоты. Местный подземный городок, населённый разумными тюленями, «озябцами», отсылает к древнескандинавской архитектуре, а культура озябцев отсылает к инуитам и русским. Кулинарное царство изначально создавалось как локация-вулкан с лавой. Однако разработчики желали предать очаровательный антураж и решили связать локацию с кулинарной тематикой. Этот мир полностью противоположен реалистичному Мегаполису и создан максимально ярким и выдержанном в минималистском, мультипликационном стиле. Царство Боузера отсылает к японской культуре, архитектуре, точнее японским замкам, в локации присутствуют например статуи Дзидзо или враги, похожие на демонов Они. Поверхность луны намеренно создана пустынной, призванной передать чувство одиночества, это пространство подчёркнуто огромной церковью в готическом стиле. Родной мир Марио и завершающая точка в путешествии — Грибное Королевство в противовес остальным мирам выполнено в знакомом для игроков игр Mario стиле, являясь фактически копией локации из игры Super Mario 64 и призвано вызвать ностальгическое чувство у старых фанатов.

## Музыка и озвучивание

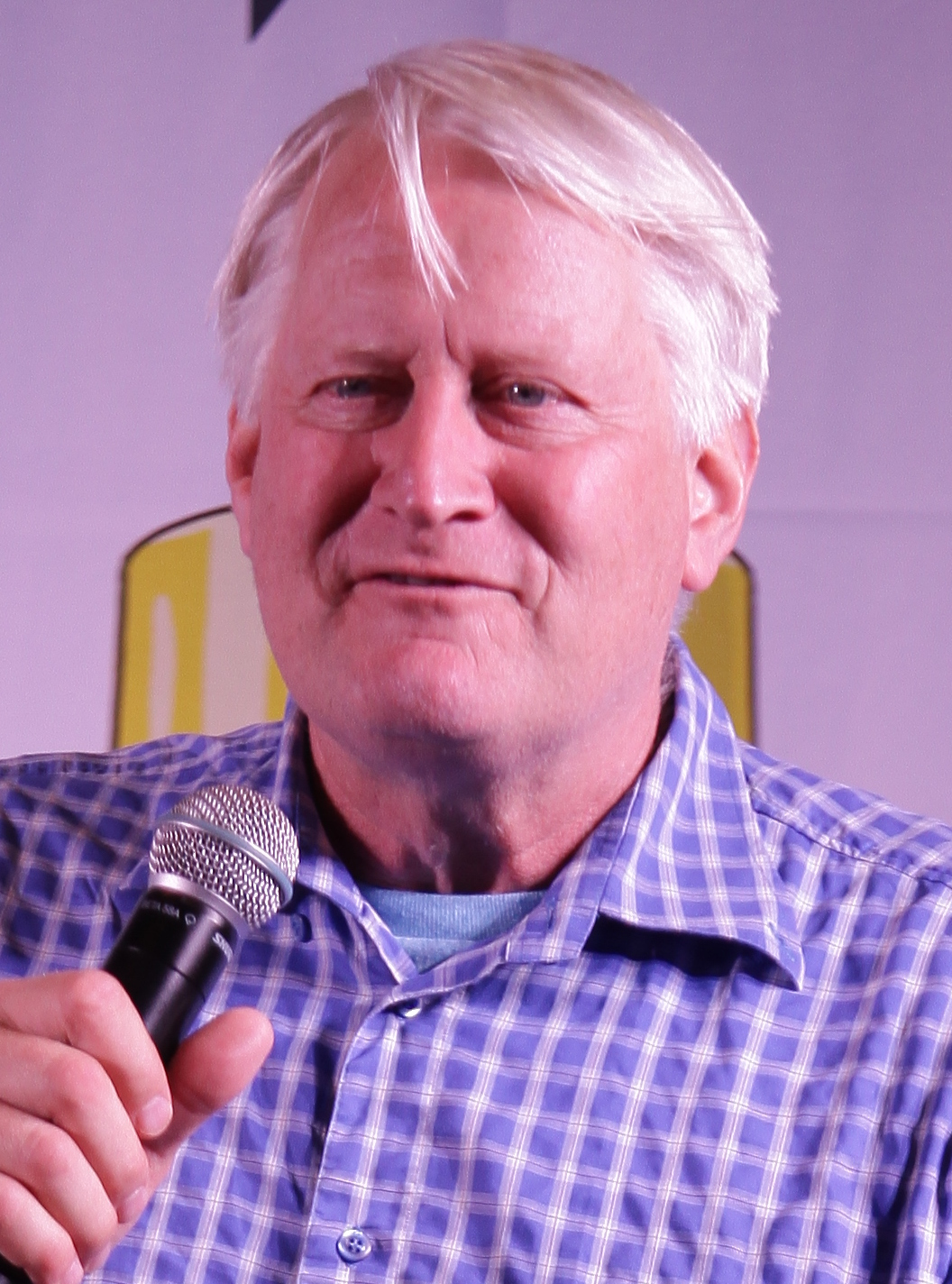
Чарльз Мартине озвучил главного героя игры — Марио

Главного героя Марио озвучивал Чарльз Мартине. Он известен тем, что озвучивает Марио, Луиджи, Варио и других персонажей из серии Mario ещё с 1990-х годов. Композиторами фонового музыкального сопровождения выступили Кодзи Кондо, Наото Кубо и Сихо Фудзии. Оркестровую музыку исполнил Токийский филармонический оркестр под руководством дирижёра Таидзо Такэмото.
Кубо заметил, что основная цель композиторов заключалась в том, чтобы музыка в полной мере отражала всё географическое и культурное разнообразие локаций, по которым путешествует Марио. Некоторые локации, например, Каскадное царство сопровождаются оркестровой музыкой, чтобы подчеркнуть чувство приключения и первобытности. Для многих треков были выбраны этнические инструменты, отражающие культурную аутентичность тех или иных миров, например, использовалась итальянская Мандолина, Кена — флейта индейцев южной Америки или японские барабаны Тайко. В Царстве Боузера играют традиционные японские фестивальные мелодии, как бы празднуя предстоящую свадьбу злодея. Композиторы помимо работы над оркестровой музыкой сочиняли песни в разных жанрах, например в стиле ирландской этнической музыки, босановы или рок. Музыкальное сопровождение к Лесному царству исполнено в стиле Group sounds — японского рока из 1960-х годов. Кубо изначально не планировал использовать этот жанр и в качестве эксперимента использовал похожую мелодию на этапе разработке игры, но другим разработчикам очень понравилась, как сочетаются пейзажи лесного царства со старой рок-музыкой.
Когда создатели работали над разными звуковыми эффектами, они часто воссоздавали их с помощью подручных средств, например рёв тираннозавра был создан из звука трущихся металлических пластин. Для создания звуковых эффектов к Пляжному царству использовали игрушки для ванной.
Когда разработчики работали над историей персонажа Полины, они приписали ей любовь к джазовой музыке. В итоге она стала певицей и в Odyssey представлена первая в серии Mario вокальная песня — «Jump Up Super Star!». Её сочинил Наото Кубо, а вокалисткой на английском языке выступила Кейт Хиггинс. Хиггинс изначально исполнила песню, а затем озвучила персонажа. Японскую версию исполнила певица Аими Мукохара. Припев к песне создан намеренно простым, чтобы его можно было легко запомнить и начать подпевать. Японский вариант текста написал Нобуёси Судзуки, а английский — Роб Тандстолл и Роб Хейрет. Финал сюжетной линии сопровождается вокальной песней Хиггинс — «Break Free (Lead the Way)». Её композиторами выступили Кодзи Кондо, Сихо Фудзии и Наото Кубо.
В декабре 2017 года Nintendo выпустила 12 треков в iTunes по всему миру. В 2018 году в Японии компанией Being Inc. было выпущено издание из четырёх дисков, куда входили 136 треков из игры. Это издание содержит вокальные треки в японской, английской и инструментальной версиях, а также комментарии от разработчиков.
| Персонаж      | Актёр озвучивания |
| ------------- | ----------------- |
| Марио         | Чарльз Мартине    |
| Принцесса Пич | Саманта Келли     |
| Боузер        | Кенни Джеймс      |
| Кеппи         | Сёхэй Комацу      |
| Полина        | Кейт Хиггинс      |

## Продвижение и выпуск

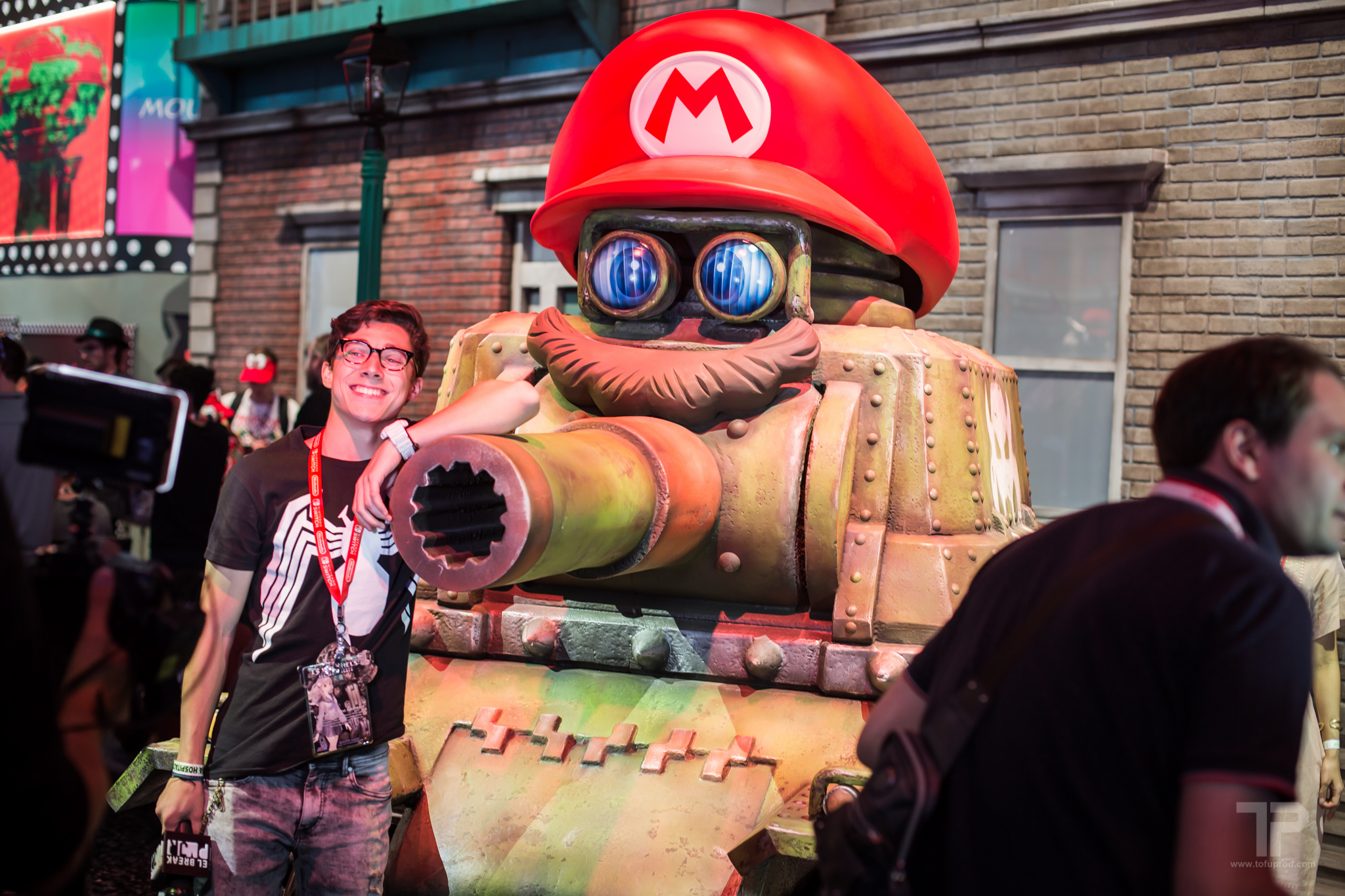
Макет «зашляпленного» танка из Odyssey на выставке E3 2017

Впервые игра для Nintendo Switch была анонсирована вместе с трейлером в 2016 году. Odyssey рекламировалась, как одна из первых эксклюзивных игры для тогда готовящейся к выпуску новой приставке Nintendo Switch наряду The The Legend of Zelda: Breath of the Wild, Splatoon 2 и другими играми. Игровой процесс демонстрировался на выставке E3 2017, где также был показан макет города Нью Донг Сити, в импровизированных киосках посетители могли играть в демо-версию игры. Демонстрация Odyssey стала самой популярной презентацией и была признана лучшей выставкой на E3. Уже тогда игроки и игровые журналисты похвалили игру за её обилие загадок и возможность исследовать открытый игровой мир. Позже, игра демонстрировалась на выставке Comic-Con 2017 и Gamescom. За две недели до выпуска Nintendo опубликовала рекламный ролик в стиле бродвейского театра с участием живых актёров и анимированного персонажа Марио. Песня из рекламы была вскоре выпущена в медиаплеере iTunes и вошла в список 40 самых продаваемых синглов в США.
Выход игры состоялся 27 октября 2017 года наряду с фигурками Amiibo Марио, Принцессы Пич и Боузера в свадебных костюмах. Дата выхода совпала с несколькими другими крупными релизами, например Wolfenstein II: The New Colossus. Nintendo выпустила ограниченное издание, включающее код для загрузки цифровой версии игры, приставку Nintendo Switch, джой-коны цвета персонажа Кэппи и сумку для приставки. Odyssey — первая игра в серии, получившая в США рейтинг E10 +, то есть для детей старше 10 лет, предыдущие игры получали рейтинг E, то есть для всех. Причина такого решения не объяснялась.
В декабре того же года Nintendo в рамках партнёрского соглашения с продуктовой компанией Kellogg’s выпустила в США ограниченную партию сухих завтраков — Super Mario Cereal. На задней части коробки размещался тег NFC, который можно было отсканировать и получить эксклюзивный внутриигровой контент как при сканировании фигурок Amiibo. Nintendo позиционировала коробку с хлопьями как часть своей линейки Amiibo.
21 февраля 2018 года состоялся выход бесплатного обновления, добавляющего мини-игру с Луиджи, игрок должен в течение 30 секунд спрятать шарик в открытой локации или может искать спрятанные другими игроками шарики. Игра также показывает таблицу рейтинга игроков, нашедших самое большее количество шариков. 25 апреля 2019 года в рамках обновления в игру была добавлена поддержка VR для совместимости игры с игрушками Nintendo Labo. Вместе с этим обновлением, в игру была добавлена мини-игра, где Марио должен нанимать музыкантов и добывать для них инструменты, выполняя задания, требующие собирать ноты.

### Продажи
Уже через три дня после выхода, по всему миру было продано два миллиона копий игры, свыше 500 000 из которых — в Японии. В Великобритании игра стала второй самой продаваемой после Assassin’s Creed Origins, вышедшей в тот же день. В США и Европе Odyssey стала самой быстро продаваемой игрой по вселенной Mario. В течение пяти дней в США было продано примерно 1,1 миллионов копий игры. По данным NPD Group, Odyssey стала самой продаваемой игрой в октябре 2017 года и самой продаваемой игрой в 2017 году на торговой площадке Amazon. К декабрю 2018 года по всему миру было продано 9.07 миллионов копий игры, что сделало Odyssey на тот момент самой продаваемой игрой для Nintendo Switch,
Тацуми Кимисима, бывший президент Nintendo, выразил надежду, что Odyssey останется «вечнозелёной» игрой и ещё долго будет пользоваться спросом на игровом рынке. По состоянию на март 2021 года, в мире было продано 21.95 миллионов копий игры, она была шестой самой продаваемой игрой на Nintendo Switch.

## Критика
| Сводный рейтинг       | Сводный рейтинг |
| Агрегатор             | Оценка          |
| --------------------- | --------------- |
| GameRankings          | 97,42 %         |
| Metacritic            | 97/100          |
| Иноязычные издания    |                 |
| Издание               | Оценка          |
| Destructoid           | 9,5/10          |
| Edge                  | 10/10           |
| EGM                   | 10/10           |
| Famitsu               | 39/40           |
| Game Informer         | 9,75/10         |
| GameRevolution        | [ 10 ]          |
| GameSpot              | 10/10           |
| GamesRadar+           | [ 145 ]         |
| IGN                   | 10/10           |
| Nintendo Life         | 10/10           |
| Nintendo World Report | 10/10           |
| Polygon               | 9,5/10          |
| VideoGamer            | 10/10           |
| Русскоязычные издания |                 |
| Издание               | Оценка          |
| «Игры Mail.ru»        | 9,5/10          |

Игра получила восторженные отзывы со стороны игровых критиков, средняя оценка по данным агрегатора Metacritic, составила 97 баллов из 100 возможных, что по состоянию на 2021 год ставит её на 21 место в списке самых оценённых видеоигр и второе место среди игр для Nintendo Switch после Breath of the Wild.
Рецензенты называли Mario Odyssey шедевром, лучшей игрой своего поколения, самой необычной и лучшей игрой франшизы Mario со времён Super Mario 64 1996 года выпуска. Критики указывали на явную жанровую схожесть Odyssey с Mario 64: обе эти игры предлагают нелинейное прохождение и открытые пространства для исследования. Mario 64 года стала первой игрой, позволяющей вращать камеру, и сыграла ключевую роль в популяризации игр с трёхмерными исследовательскими мирами.
Mario Odyssey же удалось заново изобрести предложенный в 64 игровой процесс и предложить как нелинейный дизайн уровней Mario 64, так и грандиозные локации из Super Mario Galaxy с оригинальными игровыми механиками. Критик Eurogamer считал, что Odyssey сумела всколыхнуть дремлющую франшизу со времён Super Mario Sunshine 2002 года и Super Mario 64 1996 года выпуска. Он однако оговорился, что все игры франшизы Mario выдерживают высокую планку качества, в том числе New Super Mario Bros., Super Mario 3D Land и 3D World, но все они опираются на традиционный для серии игровой процесс и богатое наследие франшизы. На их фоне Odyssey чувствуется хаотичной и причудливой. Крис Картер с сайта Destructoid аналогично заметил, что из-за славы франшизы Mario многие склонны ошибочно возводить каждый очередной релиз игры на пьедестал, однако Odyssey вполне этого заслуживает. Кристофер Берд с сайта The Washington Post назвал Odyssey самой увлекательной игрой 2017 года и лучшим доказательством увлекательности компьютерных игр.
Odyssey сравнивали с другим хитом 2017 года от Nintendo — The Legend of Zelda: Breath of the Wild. Высказывалось мнение, что обе эти игры сумели снова укрепить позицию Nintendo в индустрии компьютерных игр вместе с выпуском приставки Nintendo Switch. Оли Уелш с сайта Eurogamer отдельно заметил, что несмотря на явные параллели между двумя этими играми, они совершенно противоположны. Если Zelda воплощает дань традиции, порядок и изящество, то Odyssey — это веселье и хаос, где традиции существуют только для того, чтобы их ниспровергнуть.
Критики заметили, что несмотря на свой необычный игровой процесс, игра наполнена ностальгией и фансервисными отсылками к предыдущим играм серии. Это, в частности, касается встроенных двухмерных уровней, выполненных в стиле оригинальной Super Mario Bros. 1985 года выпуска. По мнению критиков, игра придётся по душе старым фанатам, так как сумеет пробудить в них ностальгическое чувство со времён игры в Mario 64, Sunshine, Super Mario World и предложить нечто новое. Редактор Polygon заметил, что хотя Nintendo наверняка выпустит множество игр по вселенной Mario в будущем, Odyssey останется в памяти как один из лучших образцов франшизы.

### Жанр и игровой мир
Критики похвалили Odyssey за её крупнейшие игровые миры в серии Mario. Хотя по меркам других игр с открытыми мирами, эти локации не так велики. Рецензенты тем не менее хвалили их за тщательную проработанность, внимание к деталям и обилие скрытых уровней и квестов. Как заметил критик Forbes, «В своё время в Super Mario 64 нужно было собрать 120 звёзд и его мир казался огромным, в Odyssey можно найти около 1000 лун». Изучение пространства — не бездумные пробежки со сбором лун, а логический и творческий подход с самыми необычными вариантами, начиная с прыжков на скорость и заканчивая поиском подходящего музыкального трека или управлением тираннозавром. Эту особенность узнают люди, игравшие в 64 или Sunshine. Обозреватели замечали, что игроки могут снова и снова возвращаться в разные локации и даже после многих часов игры обнаруживать новые загадки и скрытые уровни. Это обеспечивает постоянное удовольствие от исследования окружающих пространств. Хотя основное сюжетное прохождение длится не дольше 15 часов, на полное изучение всех локаций потребуется значительно больше времени, более 50 часов. Это приятно удивило некоторых критиков.
Вышеописанное делает Odyssey типичной виртуальной песочницей и первой настоящей приключенческой игрой о Марио. Как заметил представитель Destructoid, игра не «держит [вас] за руку», заставляя порой бесцельно блуждать и подкидывая лишь мутные подсказки. Однако в игре, фактически лишённой смерти, это вполне работает. С первого взгляда в Odyssey наблюдается явный жанровый отход от типичных игр серии Mario. Поэтому в самом начале фанаты серии могут разочароваться и им потребуется время, чтобы привыкнуть к открытым и нелинейным мирам. Тем не менее Odyssey по прежнему наполнена типичными для игр Mario элементами и предлагает множество скрытых мини-миров, уже похожих на привычные уровни-платформеры и которые служат хорошими передышками между изучением открытых пространств. Редактор Giant Bomb назвал Odyssey платформером и даже лучшим, чем все остальные игры Mario.
Критики хвалили Odyssey за успешное совмещение многочисленных механик с возможностью разными способами преодолевать те или иные препятствия в игре. По мнению критиков, дизайнеры уровней продумали все возможные способы преодолеть препятствия, награждая игроков очередными монетками, думающих что «поломали» игру. Критики сравнивали это с виртуальным ящиком с игрушками или виртуальной игровой площадкой, замечая, что сколько бы игрок не потратил времени на изучение локации, он по-прежнему может найти там что-то новое или скрытый уровень.

### Игровой процесс
Рецензенты похвалили Mario Odyssey за своё высокое качество и большое количество предоставляемого материала. Представитель Eurogamer заметил, что, как правило, в играх приходится выбирать между количеством и качеством, как, например, в Super Mario 3D World, самой по себе безупречной игрой, но предлагавшей гораздо меньше материала. Хотя франшизе Mario уже 30 лет, игре Odyssey, как и каждой игре серии, удаётся выдерживать высокую планку и предлагать новаторский игровой процесс.
Представитель IGN назвал саму игру несложной. В отличие от философии «адаптируйся, выживай, или умри» в игре Breath of the Wild, игра в Odyssey прежде всего касается изучения окружающего мира. Большинство битв с боссами не представляет особой сложности, а смерть несёт за собой минимальные последствия потерей десяти монет. Таким образом, игрок редко теряет игровой прогресс.
Обозреватели прежде всего оценили уникальную механику «зашляпливания», позволяющую временно устанавливать контроль над неигровыми персонажами. Филиппу Коллар с сайта Polygon заметил, что как бы это ни было странно, она чувствуется естественной для Марио, который в предыдущих играх побывал уже игроком в гольф, гонщиком и путешественником во времени. Такая механика кажется простой с первого взгляда, однако делает игровой процесс очень разнообразным, позволяет устанавливать контроль над десятками разных персонажей со своими уникальными способностями и способами передвижения, менять правила игрового процесса и взглянуть на уровни с новой перспективы. Критик Forbes назвал её не просто переосмыслением игрового процесса, а «прорывом», дополняемым большими открытыми мирами. Некоторые критики оценили возможность зашляпить тираннозавра или таких старых врагов из серии, как Кусалкин на цепи, Пуля Билл или Гумбы.
Критики хвалили игру за другие элементы игрового процесса, например, за обилие скрытых уровней жанра платформер с разнообразными механиками и способами обходить препятствия или объединение классического двухмерного геймлея с трёхмерным. Критик IGN сравнил их с аналогичными двухмерными уровнями из игры A Link Between Worlds, а возможность видеть двухмерный мир на поверхности трёхмерных объектов выглядит более впечатляюще, чем самые амбициозные идеи из Super Mario Maker. Тем не менее критик счёл двухмерные уровни слишком короткими.

### История и художественный стиль
Критики назвали сюжетную завязку типичной для франшизы Mario, не оригинальной, но по своему очаровательной. Редактор The Guardian поиронизировал, что очередное похищение принцессы Пич так же неизбежно, как налоги и смерть. Представитель Polygon заметил, что несмотря на незамысловатую развязку сюжета, каждый из представленных миров отлично вписывается с развитие истории, где Боузер крадёт реквизиты для своей свадьбы. Рецензент The Washington Post выразил своё разочарование по поводу сюжета, устав от того, что Nintendo снова и снова предлагает одну и ту же историю. Тем не менее этот недостаток компенсируется прежде всего новаторским игровым процессом, выступающим сильнейшей частью игр серии Mario. Критик The Guardian похвалил шляпу-компаньона Кэппи, назвав его самым необычным элементом истории.
Рецензенты хвалили Odyssey за её игровые миры, назвав их детализированными, красивыми непохожими друг на друга. При этом игра умело использует особенности окружающей среды каждого мира, чтобы предложить уникальные головоломки и механики. Визуальный опыт дополняет эпическая оркестровая музыка как и в Super Mario Galaxy, выделяющаяся своей динамичностью и индивидуальностью.
Часть критиков рекомендовала играть в Odyssey через экран телевизора, чтобы игрок мог в полной мере наслаждаться визуальной и музыкальной составляющей игры, несмотря на ограниченные характеристики Nintendo Switch. Представитель Game Revolution назвал Odyssey как и другой хит от Nintendo — Breath of the Wild доказательством того, что великолепный визуальный стиль не обязательно означает наличие ультрареалистичной графики.
Отдельно критиков привлёк город под названием Нью Донг Сити за свой излишне детализированный реализм, не сочетающийся с устоявшимся художественным стилем игр Mario. Представитель IGN оценил локацию, назвав его завершающий уровень вершиной удовольствия от игры. Представитель Eurogamer назвал город эстетическим беспорядком, словно разработчики взяли наработки из невыпущенной игры для Dreamcast и обвинил игру в отсутствии единого художественного стиля. Часть критиков увидела в кулинарном мире визуальное переосмысление уровней с лавой, типичных для франшизы.

### Управление
Управление в игре получило смешанные оценки: часть критиков похвалила игру за обилие разнообразных движений и прыжков, ещё более проработанных со времён Super Mario Galaxy. Возможность комбинировать разные движения и прыжки позволяет добраться до труднодоступных платформ даже в ситуациях, требующих брать контроль над другими персонажами, однако в этой ситуации уровень сложности игры сильно возрастает, это однако подойдёт игрокам, любящим играть на высоком уровне сложности. Часть критиков назвала управление с помощью кнопок слишком сложным, в частности, из-за необходимости в чётком порядке комбинировать нажатие до трёх кнопок, что, однако, не так критично, так как гибкий игровой процесс почти всегда предлагает обходные пути для достижения поставленной цели.
Многие обозреватели раскритиковали управление за необходимость совершения некоторых действий с помощью управления движением отсоединёнными джой-конами. В противном случае управление в игре ограниченно, за исключением ситуации, когда игрок может играть с помощью Pro Controller. Критик Forbes пожаловался, что его движения часто неправильно распознавались, усложняя прохождение сложных уровней и сражение с боссами. Тем не менее управление движением по мнению некоторых критиков по прежнему значительно легче, чем кнопками. Некоторые обозреватели, однако, заметили, что управление движением стало лучше со времён игр Mario для Wii.
Часть рецензентов раскритиковала камеру в игре, заметив, что она может принимать необычные углы во время прыжков и не успевать за движением управляемого персонажа, подводя игрока в самые критические моменты, например, во время битвы с боссом. Представитель Guardian отдельно похвалил двупользовательский режим, значительно упрощающий игровое прохождение, рецензент Giant Bomb наоборот назвал его бесполезным, особенно для игрока, управляющего Кэппи.

### Рейтинги и награды
Издания Entertainment Weekly и Giant Bomb поставили Mario Odyssey на второе место в списке лучших игр 2017 года, редакции EGMNow и GamesRadar+ — на четвёртое место из 25 лучших игр 2017 года, а Eurogamer и Polygon поставили игру на третье место среди лучших игр года. Ars Technica признала Odyssey лучшей игрой года, в то время как The Verge назвала её одной из лучших 15 игр 2017 года. Согласно итогам голосования редакции и читателей журнала Game Informer, Mario Odyssey была признана лучшим платформером года, а также номинирована как «игра года» и «лучшая игра от Nintendo». Редакция IGN в 2021 году поставила Odyssey на второе место в списке лучших эксклюзивов на Nintendo Switch и назвала игру одной из лучших кандидатов для родителей, желающих познакомить своих маленьких детей с видеоиграми.
Игра была удостоена награды «Лучшая игра на Switch» на вручении Game of the Year Awards 2017 редакцией Destructoid. Она получила такие призы, как «Лучший платформер» и «Лучшая оригинальная музыка» на вручении IGN's Best of 2017 Awards, там же игра номинировалась в категориях «Игра года» и «Лучшая игра на Switch». Mario Odyssey номинировалась на «Игру года Switch Retail» и «Игру года» в процессе голосования читателями и редакторами журнала Nintendo Life. Odyssey выиграла приз «Игры года» от Национальной академии обозревателей видеоигр, награды «Лучший платформер», «Лучшая игра от Nintendo» и «Игра на Шоу» на вручении IGN’s Best of E3.
| Год  | Награды                                       | Категория                                | Итог      | Ссылки.         |
| ---- | --------------------------------------------- | ---------------------------------------- | --------- | --------------- |
| 2017 | Game Critics Awards                           | Лучшая приключенческая игра              | Победа    | [ 178 ]         |
| 2017 | Game Critics Awards                           | Лучшая игра для приставки                | Победа    | [ 178 ]         |
| 2017 | Game Critics Awards                           | Лучшее представление                     | Победа    | [ 178 ]         |
| 2017 | Golden Joystick Awards                        | Игра года от Nintendo                    | Номинация | [ 179 ] [ 180 ] |
| 2017 | Golden Joystick Awards                        | Игра года                                | Номинация | [ 179 ] [ 180 ] |
| 2017 | The Game Awards 2017                          | Игра года                                | Номинация | [ 181 ]         |
| 2017 | The Game Awards 2017                          | Лучшее игровое направление               | Номинация | [ 181 ]         |
| 2017 | The Game Awards 2017                          | Лучшее музыкальное сопровождение         | Номинация | [ 181 ]         |
| 2017 | The Game Awards 2017                          | Лучший аудио-дизайн                      | Номинация | [ 181 ]         |
| 2017 | The Game Awards 2017                          | Лучшая приключенческая игра              | Номинация | [ 181 ]         |
| 2017 | The Game Awards 2017                          | Лучшая игра для семьи                    | Победа    | [ 181 ]         |
| 2018 | 21st Annual D.I.C.E. Awards                   | Игра года                                | Номинация | [ 182 ] [ 183 ] |
| 2018 | 21st Annual D.I.C.E. Awards                   | Приключенческая игра года                | Номинация | [ 182 ] [ 183 ] |
| 2018 | 21st Annual D.I.C.E. Awards                   | Выдающееся достижение в игровом дизайне  | Номинация | [ 182 ] [ 183 ] |
| 2018 | 21st Annual D.I.C.E. Awards                   | Выдающееся достижение в звуковом дизайне | Победа    | [ 182 ] [ 183 ] |
| 2018 | SXSW Gaming Awards                            | Достижение в SFX                         | Победа    | [ 184 ] [ 185 ] |
| 2018 | SXSW Gaming Awards                            | Достижение в музыкальном сопровождении   | Номинация | [ 184 ] [ 185 ] |
| 2018 | SXSW Gaming Awards                            | Достижение в анимации                    | Номинация | [ 184 ] [ 185 ] |
| 2018 | SXSW Gaming Awards                            | Достижение в игровом процессе            | Номинация | [ 184 ] [ 185 ] |
| 2018 | SXSW Gaming Awards                            | Видеоигра года                           | Номинация | [ 184 ] [ 185 ] |
| 2018 | Game Developers Choice Awards                 | Лучший дизайн                            | Номинация | [ 186 ] [ 187 ] |
| 2018 | Game Developers Choice Awards                 | Игра года                                | Номинация | [ 186 ] [ 187 ] |
| 2018 | 2018 Kids' Choice Awards                      | Игра-фаворит года                        | Номинация | [ 188 ] [ 189 ] |
| 2018 | Премия Британской Академии в области видеоигр | Лучшая игра                              | Номинация | [ 190 ] [ 191 ] |
| 2018 | Премия Британской Академии в области видеоигр | Семья                                    | Победа    | [ 190 ] [ 191 ] |
| 2018 | Премия Британской Академии в области видеоигр | Игровой дизайн                           | Победа    | [ 190 ] [ 191 ] |
| 2018 | 2018 Teen Choice Awards                       | Выбор игры                               | Номинация | [ 192 ] [ 193 ] |
| 2018 | BBC Radio 1’s Teen Awards                     | Лучшая игра                              | Номинация | [ 194 ]         |

### Влияние
Super Mario Odyssey наряду с The Legend of Zelda: Breath of the Wild побили рекорды по продажам, став в своё время самыми продаваемыми играми от Nintendo. По состоянию на 2018 год, у каждого второго владельца приставки Nintendo Switch была копия Odyssey, Breath of the Wild или Mario Kart 8 Deluxe. Выход игры пришёлся на период возрождения японской игровой индустрии.
У игроков повышенный интерес вызвала локация Нью Донг Сити, резко выделяющаяся своим гиперреалистичным стилем на фоне «мультяшной» вселенной Марио. Это породило шуточные теории о том, кем является Марио на самом деле, и является ли слово «водопроводчик» не профессией, а обозначением для расы гоблинов/гномов из этой вселенной. Игру в том числе хвалили старые фанаты серии, указывая на то, что она наполнена отсылками к играм Mario из 80-х. Тем не менее возможность с помощью шляпы устанавливать контроль над персонажами вызвало споры в интернете, насколько это этично и можно ли из-за этого считать Марио положительным персонажем.
Odyssey стала популярна среди спидраннеров, которые могли проходить основную сюжетную линию за несколько часов. Очередной рекорд был поставлен в 2021 году, игра была пройдена за 57 минут, но с применением внутриигровых ошибок. Odyssey вызвала массовый интерес у спидраннеров ещё до своего выхода, когда игроки специально прибывали на выставки, чтобы побить рекорды по скорости прохождения в демо-версии игры. Обнаруженные игроками внутриигровые ошибки позволяли получать множество наград или же убивать Марио с помощью его же кепки.
Для игры выпускалось множество любительских модификаций, меняющих внешность героя, добавляющих новые уровни или персонажей; один из таких модов заменяет Марио на его брата Луиджи. Известный моддер Казе Эмануар выпустил глобальный мод для Super Mario 64, добавляющий в игру для Nintendo 64 локации из Odyssey, в том числе и уровни с игровыми механиками, среди которых — бросок шляпы и управление неигровыми персонажами.

#### Модификации
18 июня 2022 года для Super Mario Odyssey вышел фанатский мод Super Mario Odyssey: Online, добавляющий в игру сетевой многопользовательский режим до 10 игроков. Мод разрабатывался пользователем CraftyBoss с 2021 года. Игроки могут вместе проходить игру, количество звёзд синхронизировано между игроками. Доступен режим пряток, где игроки делятся на тех, кто ищет, и тех, кто прячется; первые должны найти вторых и коснутся их, чтобы перенести найденных в другую команду. Пока игрок прячется, у него идёт секундомер; в конце игры игрок с наибольшим временем выигрывает. Super Mario Odyssey: Online пользуется популярностью у стримеров.

## Споры

### Культурная апроприация
После выхода игры некоторые пользователи в сети выразили своё возмущение по поводу изображения Марио в сомбреро и пончо на обложке игры, назвав это культурной апроприацией. Nintendo в ответ изменила обложку игры, убрав от туда Марио в сомбреро, что встретило неоднозначную поддержку у игроков.
Джули Манси, редактор Wired заметила, что несмотря на яркий и стилизованный мир вселенной Mario, игра Mario Odyssey небрежно обращается с чужими культурами в пустынной локации, демонстрирующей помесь стереотипов латиноамериканцев и тихоокеанских островов. Манси упоминала момент, где Марио должен облачаться в сомбреро и пончо для доступа к скрытому уровню, сравнивая это с оскорбительными костюмами на Хэллоуин. По поводу изображения мексиканской культуры своё возмущение выражали ещё несколько американских новостных сайтов, называя это проявлением расизма.
Реакция у испаноязычных/мексиканских игровых изданий, напротив, была более положительной, они выражали радость по поводу изображения своей культуры, редактор MasGames признал, что Odyssey эксплуатирует некоторые стереотипы, но увидел в Тостарене дань уважения Мексике и её культуре. Редакция HobbyConsolas выразила своё возмущение по поводу удаления Марио с сомбреро из американской версии обложки игры, называя это частью враждебного отношения к мексиканской культуре в США.

### Концовка и гендерные стереотипы
Игра Mario Odyssey развивает типичную для серии сюжетную линию, согласно которой главный герой Марио отправляется в путешествие, чтобы спасти принцессу Пич от злодея Боузера. Однако сюжет завершается катсценой, где Пич отвергает предложение руки и сердца Марио и Боузера после того, как они начали бестактно соревноваться между собой за признание со стороны принцессы.
Завершение сюжетной линии по разным причинам вызвало спорную реакцию у некоторых игроков и пользователей сети. Часть критикующих была разочарована поведением Марио, а другая часть — поведением принцессы Пич. Некоторые редакции назвали действия Пич предательскими из-за отказа от предложения руки Марио и попытки украсть его корабль после того, как он рисковал своей жизнью ради её спасения. Поведение Пич вызвало протестную реакцию у некоторых мужских геймеров. На форумах NeoGAF и Reddit они обвиняли разработчиков в потакании идеологии SJW и феминизма. Поведение Марио в завершающей сцене вызвало возмущение у другой части игроков, а также феминистских редакций Feminist Freqency и New Normative. По их мнению, Марио в момент спора с Боузером позволил себе оскорбительное поведение в отношение Пич, чётко дав понять, что относится к ней как к трофею за свои подвиги, а не романтическому интересу. Поэтому реакция Пич вполне себе оправдана.
Некоторые редакторы указали, что Mario Odyssey, как и предыдущие игры серии, обращается к спорному архетипу девы в беде. Это касается и самого Марио, воплощающего архетип «рыцаря в сияющих доспехах», обречённого вечно спасать Пич в надежде добиться её признания и верности. Было отмечено, что Odyssey стала первой игрой, где и принцесса Пич , и Марио выразили собственную волю. Как выразился Рон Дювелл, редактор Tech Buffalo, многих игроков разочаровало то, что «Nintendo отбирает у вас контроль над персонажем и впервые позволяет ему управлять собственной судьбой… и да, он полностью облажался».
Редактор Destructoid выразил надежду, что Nintendo в будущем откажется от популярной парадигмы, где Марио спасает Пич: в будущих играх Пич более не будет псевдоподружкой для Марио, а станет героиней, способной на подвиги; Марио отправится в приключения ради других целей.